# دریگز (آیداهو)
دریگز(به انگلیسی: Driggs) شهری در شهرستان تتون ایالت آیداهو است که جمعیت آن در سرشماری سال ۲۰۱۰ میلادی ۱٬۶۶۰ نفر بوده است.

## نگارخانه

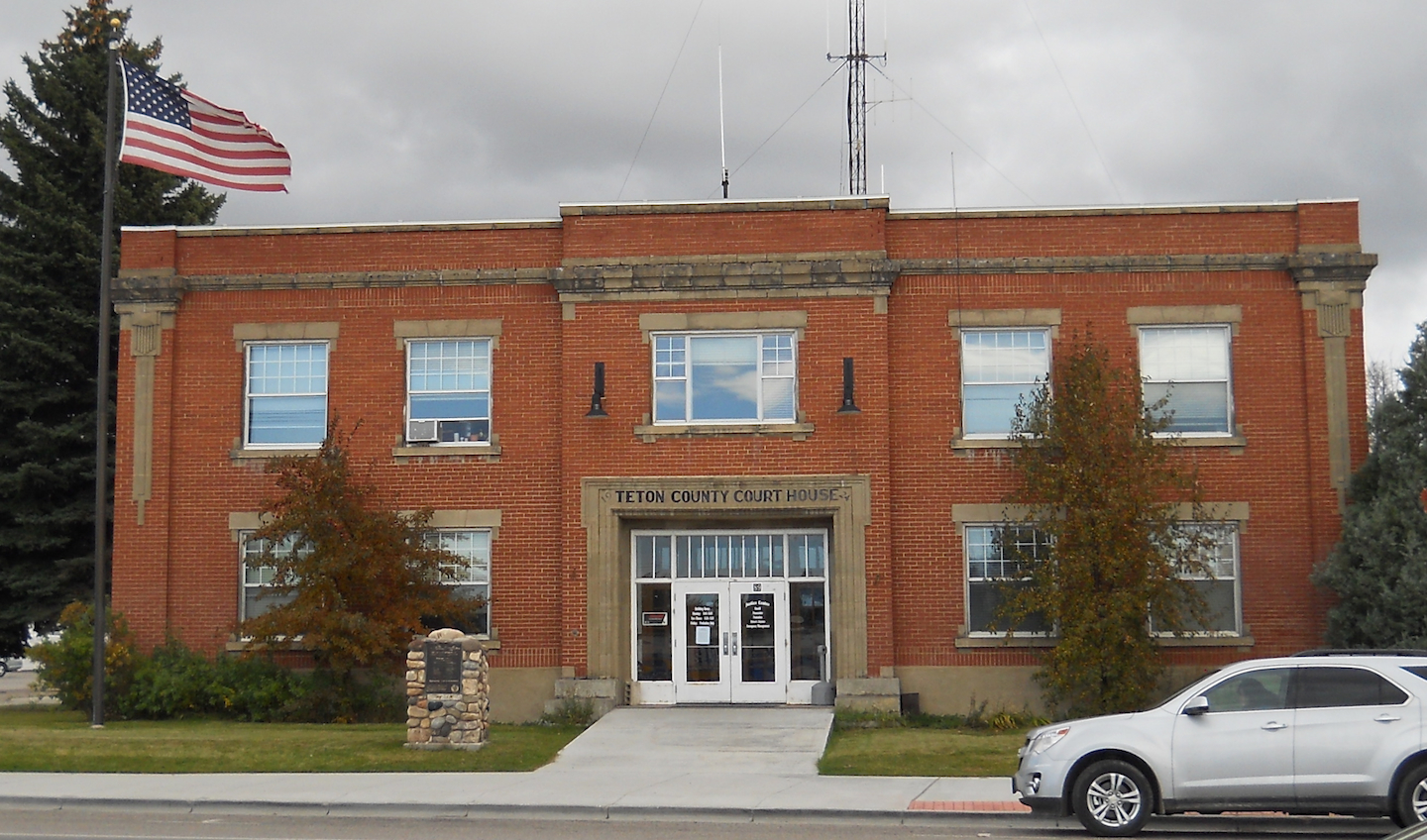
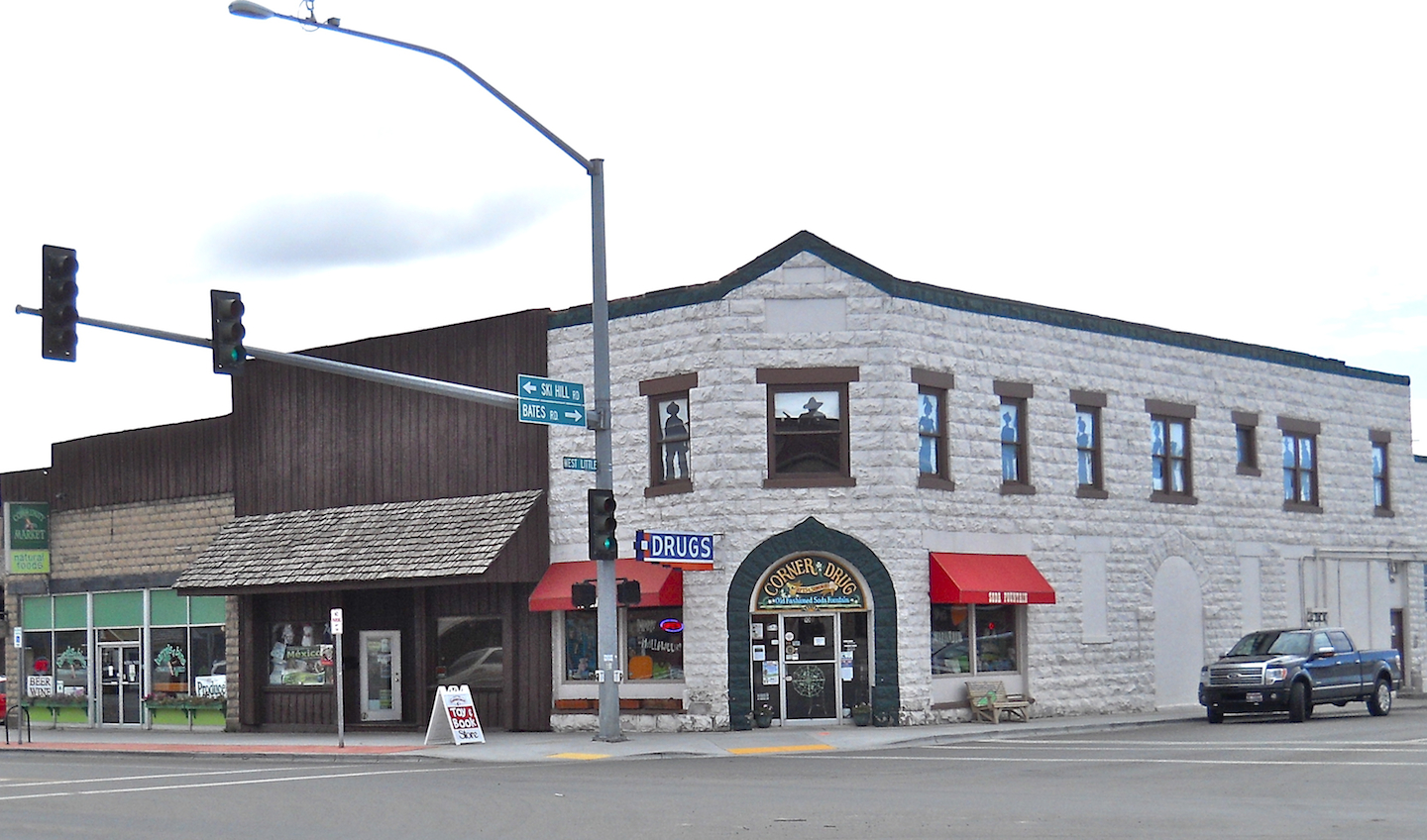
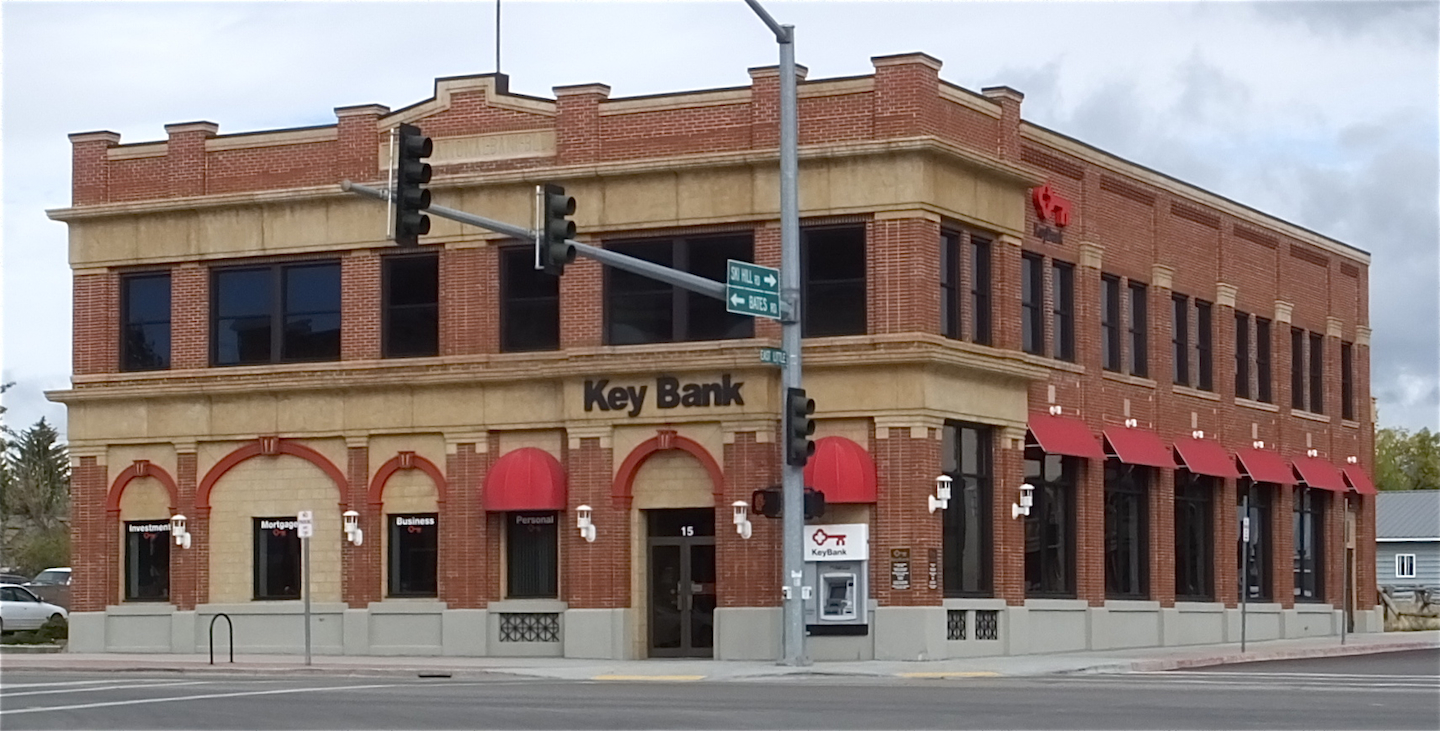

## موقعیت جغرافیایی
موقعیت جغرافیایی شهرها و مناطق اطراف به شرح زیر است: